# Hoodlum Priest (película de 1961)
Hoodlum Priest (en España Refugio de criminales), es una película estrenada el 26 de marzo de 1961 y dirigida por Irvin Kershner, basada en la vida del padre Charles Clark de St. Louis, que trabajaba como sacerdote católico con pandillas callejeras. Participó en el Festival de cine de Cannes de 1961.

## Reparto
- Don Murray - padre Charles Dismas Clark.
- Larry Gates - Louis Rosen.
- Cindi Wood - Ellen Henley.
- Keir Dullea - Billy Lee Jackson.
- Logan Ramsey -George Hale.
- Don Joslyn - Pio Gentile.
- Sam Capuano - Mario Mazziotti.
- Vince O'Brien - ayudante del fiscal de distrito.
- Al Mack - juez Garrity.
- Lou Martini - Angelo Mazziotri.
- Norman McKay - padre Dunne.
- José Cusanelli - Hector Sterne.
- Bill Atwood - comadreja.
- Roger Ray - Detective Shattuck.
- William Warford - ayudante del fiscal de distrito adjunto.
- Willard Capen - Extra tras las rejas en la portada del DVD.